# Lloret de raquetes de corona blava
El lloret de raquetes de corona blava (Prioniturus discurus) és una espècie d'ocell de la família dels psitàcids que habita la selva humida de les illes Filipines a excepció d'algunes illes, com ara Palawan i les illes Balabac i Calamian. Ha estat considerat coespecífic de Prioniturus mindorensis.